# Microsoft Font properties extension
Microsoft Font properties extension är ett tillägg till Windows som visar utförliga egenskaper för typsnitt. Programmet visar egenskaper för TrueType (.ttf) och OpenType (.ttf, .otf), men ej för Typ 1-fonter. För att visa egenskaperna för ett typsnitt, högerklicka på typsnittsfilen och välj Egenskaper från menyn.
För äldre Windows-versioner, från Windows 95 till Windows XP, finns version 2.1 (1999-03-05).